# Nicasio (distrito)
Nicasio é um distrito da província de Lampa, localizada no departamento de Puno, no Peru .
Em 2007 tinha uma população de 2756 habitantes e uma densidade populacional de 20,5 pessoas por km². Abarca um área total de 134,35 km².
Do ponto de vista hierárquico da Igreja Católica, forma parte da Diócese de Puno a qual pertence a Arquidiocese de Arequipa.

## Transporte
O distrito de Nicasio é servido pela seguinte rodovia:
- PU-123, que liga a cidade ao distrito de Cabanilla
- PE-3S, que liga o distrito de La Oroya à Ponte Desaguadero (Fronteira Bolívia-Peru) - e a rodovia boliviana Ruta 1 - no distrito de Desaguadero (Região de Puno)[3][4][5]